# Dan Costa
Dan Costa (Londra, 7 aprile 1989) è un pianista, compositore e arrangiatore italiano.

## Biografia
Nato a Londra, Regno Unito, in una famiglia italo-portoghese di origini sorrentine e portuensi, studia piano classico e jazz all'Académie de Musique Rainier III e si diploma presso la prestigiosa Liverpool Institute di Performing Arts di Paul McCartney. Si laurea in jazz in Portogallo vincendo un premio ed una borsa di studio per studiare musica brasiliana all'UNICAMP a San Paolo (Brasile), dopodiché prosegue gli studi alla Berklee di Boston con una borsa.
Nel 2016, registra l'album Suite Três Rios a Rio de Janeiro, Brasile, considerato uno dei migliori album dell'anno dalla rivista Down Beat e Top 10 negli Stati Uniti secondo il Roots Music Report. Ha lavorato con Jaques Morelenbaum, Leila Pinheiro, Ricardo Silveira, Teco Cardoso, Marcos Suzano ed altri musicisti.
Nel 2018 registra Skyness presso lo studio Arte Suono ad Udine, Italia, al quale hanno partecipato Seamus Blake, Roberto Menescal, Romero Lubambo, Nelson Faria ed altri artisti internazionali. È stato presentato ufficialmente al Blue Note Rio. Si è esibito in Italia, Grecia, Spagna, Portogallo, Brasile, Armenia, Cipro, Malta, Turchia e India, dove è stato intervistato dalla rivista Rolling Stone in occasione del suo tour. Ha anche suonato al Cairo, in Egitto, dove il giornale Al-Arab ha definito la sua musica come un messaggio d'amore e di comunicazione interculturale.
Nel 2020 collabora con il brasiliano Ivan Lins, con il quale registra il singolo Love Dance. Lancia anche Live in California, il suo primo album dal vivo e di piano solo, elogiato dalla critica Jazziz per la sua espressività. Si piazza al secondo posto tra gli album più ascoltati del 2020 secondo il Roots Music Report negli USA.
Nel 2022 lancia Iremia con Randy Brecker, un omaggio alla pace. Registra l'album Beams a New York con John Patitucci, Mike Stern, Dave Liebman, Hermeto Pascoal, Dave Douglas ed altri musicisti, toccando diverse questioni sociali e filosofiche. In un'intervista per Musica Jazz, parla del suo percorso e della genesi del nuovo album. In occasione del suo tour intercontinentale, suona in Europa, Australia, Nuova Zelanda e nel sud-est asiatico, tenendo anche masterclasses in diverse università prestigiose quali la Monash in Australia, Victoria ed Auckland in Nuova Zelanda, e Mahidol in Thailandia.

## Discografia
- 2016 - Suite Três Rios[17]
- 2018 - Skyness
- 2020 - Love Dance (con Ivan Lins)
- 2020 - Live in California
- 2022 - Iremia (con Randy Brecker)
- 2023 - Beams